# ويليام لي (عامل منزلي)
ويليام لي (بالإنجليزية: William Lee) هو عامل منزلي أمريكي، ولد في 1750، وتوفي في 1828.